# Leonides (bướm đêm)
Leonides  là một chi bướm đêm thuộc họ Noctuidae.